# Katedra w Århus

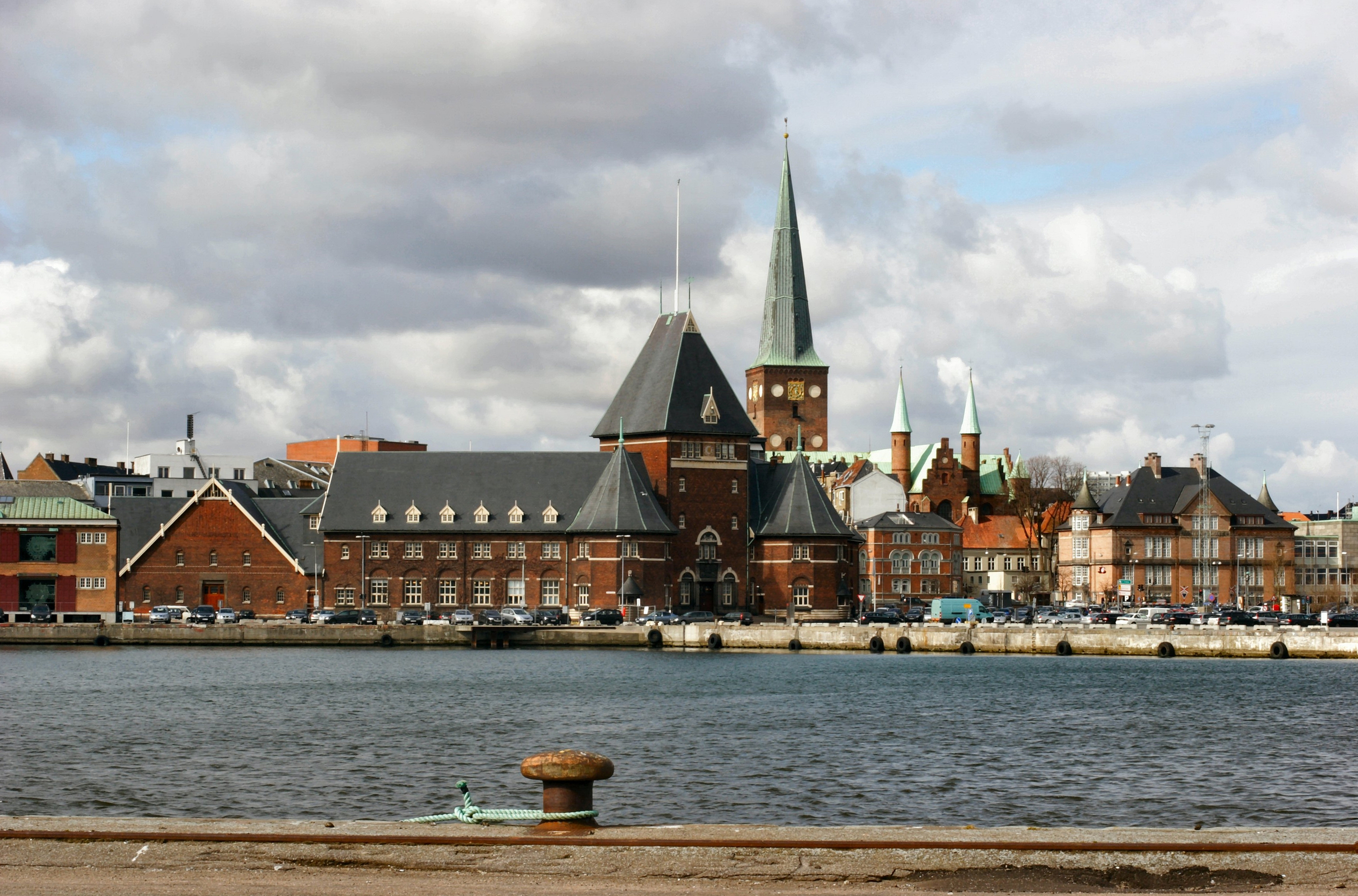
Katedra od strony doków

Katedra w Århus (duń. Århus Domkirke lub Skt. Clemens kirke) – kościół położony w Aarhus, na Półwyspie Jutlandzkim przy Domkirkepladsen 2, w sąsiedztwie głównego placu miasta Store Torv (pol. Duży Rynek).
Mając 93 m długości jest najdłuższym kościołem Danii; mierząca 96 m wieża jest z kolei najwyższą wieżą kościelną w Danii. Wewnątrz katedry są miejsca siedzące dla 1200 osób.
Kościół katedralny w diecezji Århus (Århus Stift), dekanalny w dekanacie Århus (Århus Domprovsti), pastoratowy w pastoracie Århus (Århus Dompastorat) i parafialny w parafii katedralnej Århus (Århus Domsogn).
Zbudowana pierwotnie w stylu romańskim i gruntownie przebudowana w stylu gotyckim katedra należy do najwybitniejszych dzieł gotyku ceglanego w Danii. Katedra została dedykowana św. Klemensowi, patronowi żeglarzy.
Podobnie jak wiele świątyń duńskich również i katedra jest bogato dekorowana. Przedmiotem podziwu wiernych stały się zwłaszcza imponujące freski, przedstawiające sceny biblijne, zamalowane po nadejściu reformacji w 1536, w latach 90. XX w. odsłonięte i pieczołowicie odrestaurowane. Do najcenniejszych elementów wyposażenie wnętrza należą: ołtarz szafkowy z 1479, dzieło Bernta Notke (ok. 1435-1509) z Lubeki, miedziana chrzcielnica z pokrywą z brązu z 1481, misternie rzeźbiona renesansowa ambona, wspaniale barokowe organy z 1730, wielki, XVIII-wieczny okręt wotywny oraz barokowe nagrobki w kaplicy rodu Marselisów.

## Historia

### Pierwsze kościoły w Århus

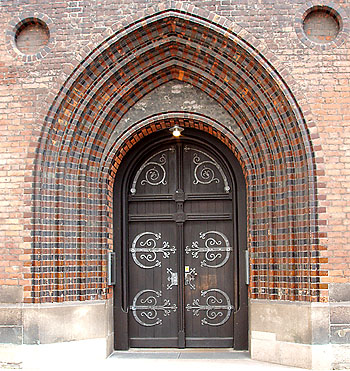
Główny portal.

Nie wiadomo dokładnie, kiedy ludzie osiedlili się w pobliżu ujścia rzeki Århus na wybrzeżu Jutlandii. Z pewnością w X w. było tam już miasto wikingów. Badania pozwoliły na datowanie wzniesienia pierwszych miejskich murów obronnych na 934. Århus miało pewne znaczenie, ponieważ w jego pobliżu znaleziono sześć kamieni runicznych. Miasto nosiło różne nazwy: Aros, Arus, Aarhus, lub Aars (początek XV w.). Statut miejski z 1449 wymienia nazwę Aarss. Po reformacji ustaliła się nazwa Århus.
Pierwszy kościół w mieście, noszący wezwanie św. Trójcy był budowlą drewnianą, wzniesioną w roku 900, za panowania Frode, legendarnego króla Jutlandii na miejscu pochówków pogańskich, które później stało się centrum miasta. Pierwszym biskupem Aros został w 948 Reginbrand, biskup-misjonarz podległy archidiecezji hamburskiej. W 1060 Aros dostał się pod zwierzchnictwo arcybiskupa Viborga. Według kronikarza Adama z Bremy Aros stał się diecezją zależną przed 998.
Pierwszą katedrą Aros stał się kościół św. Mikołaja. Druga katedra była budowlą drewnianą zbudowaną w 1102 przez biskupa Ulfketila. Powstała ona w pobliżu dzisiejszej katedry jako lokum dla przechowywania relikwii św. Klemensa, który był według tradycji czwartym biskupem Rzymu i został przez cesarza Trajana zesłany go na wygnanie do Pontu i skazany na śmierć poprzez wrzucenie do morza z kotwicą zawieszoną u szyi. Św. Klemens stał się patronem żeglarzy, szczególnie popularnym w Skandynawii. Pierwszy, drewniany kościół św. Klemensa spłonął pod koniec XII w. Kościół ten był centrum lokalnego kultu św. Nielsa (łac. Sanctus Nicolaus Arusiensis) z Århus.
Św. Niels był młodszym synem króla Kanuta V. Książę Niels jako młody człowiek stracił zainteresowanie życiem dworskim i udał się do miejscowości Skibby koło Århus, gdzie własnoręcznie zbudował kościół. Wiódł tam żywot świętego pomagając okolicznym mieszkańcom. Pewnego dnia, kiedy razem z towarzyszami z miasta ścinał drzewa, żeby zbudować z nich kościół w Viby nad morzem, jeden z mężczyzn poskarżył się, że jest spragniony. Św. Niels pomodlił się o wodę, po czym wytrysnęło źródło, aby ugasić pragnienie jego towarzysza. Od tego momentu zaczęło ono nosić nazwę Źródła św. Nielsa. Miejsce to w przeciągu wieków stało się celem pielgrzymek. Według przekazów miało tam miejsce wiele cudownych ozdrowień, szczególnie w Wigilię św. Jana. W 1180, na łożu śmierci, św. Niels wyraził życzenie być pochowanym w "małym kościele nad morzem". Został pochowany na cmentarzu przy kościele św. Klemensa.

### Katedra
Wznoszenie obecnej katedry w Århus (trzeciej z kolei a drugiej pod tym wezwaniem) rozpoczął po 1190 biskup Peder Vognsen, pochodzący z potężnego rodu Hvide z Zelandii. Zbudował on katedrę wokół kościoła św. Klemensa, gdzie lokalna dotychczas społeczność czciła św. Nielsa. Biskup chciał przenieść ten kult do katedry. Założył on również szkołę katedralną, jeszcze przed ukończeniem katedry.
Katedra została ukończona w 1300. Była to budowla w typowym stylu romańskim, z zaokrąglonymi łukami sklepiennymi podtrzymującymi płaski, drewniany strop. Katedra św. Klemensa została zbudowana z dużych, czerwonych cegieł, nowego materiału budowlanego, który stał się popularny w całej Skandynawii i północnych Niemczech, tak w budownictwie sakralnym jak i świeckim. Do północnego ramienia transeptu dobudowano cztery kaplice. Fotel biskupi przeniesiono do katedry z kościoła Najświętszej Marii Panny.

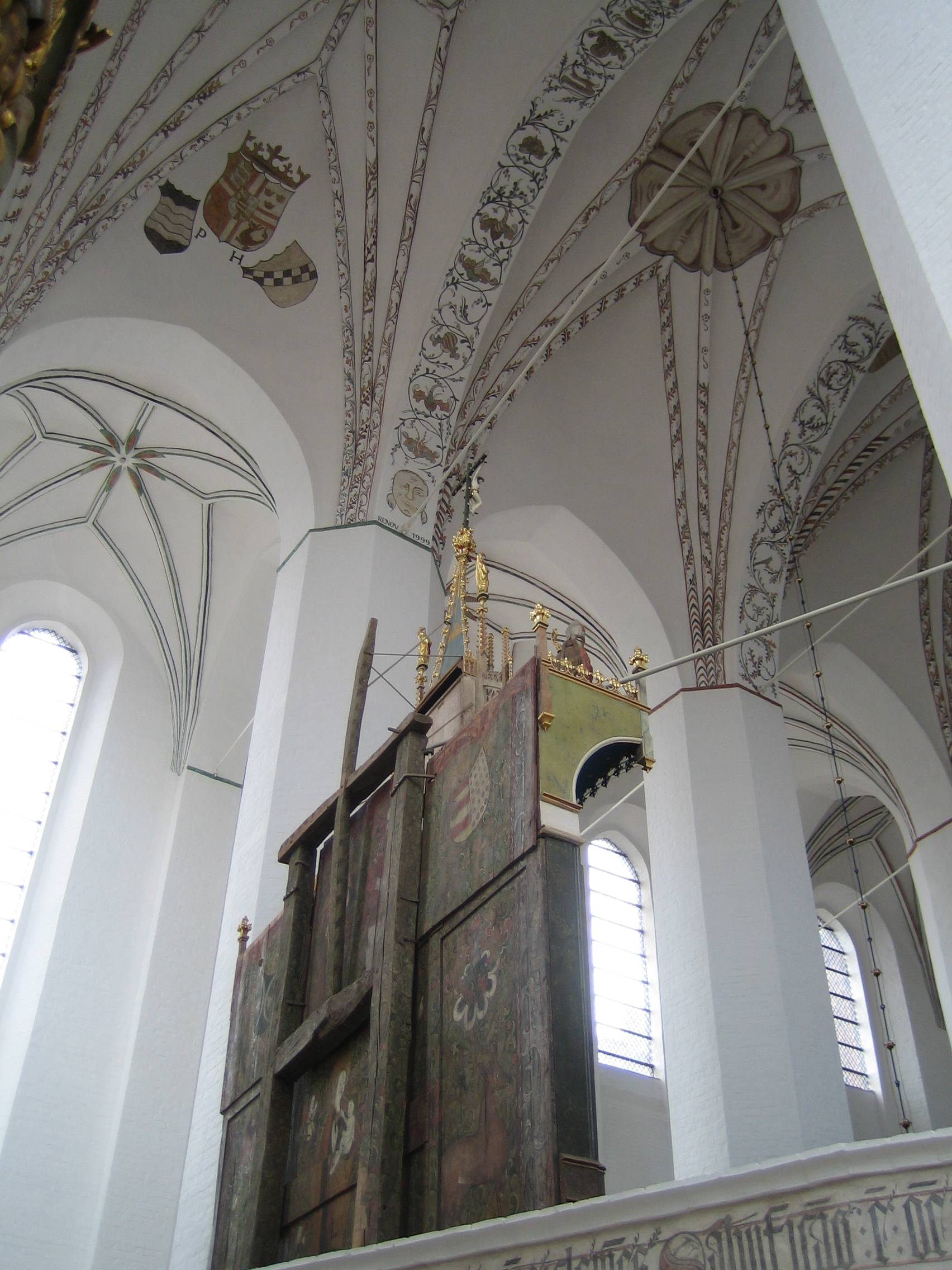
Gotyckie sklepienia katedry z malowidłami odrestaurowanymi w 1999.

Jednak już w 1330 katedra i większość miasta spłonęły w pożarze. Sama katedra pozostała opuszczona aż do 1449. W poł. XV w. do Danii zawitał styl gotycki. Katedrę zaczęto przebudowywać w tym stylu, powiększając ją przy tym, aż ok. 1500 osiągnęła obecne rozmiary. Nawa została wydłużona do 93 m, stając się w ten sposób najdłuższą nawą kościelną w Danii. Poszerzono też transept, a nowa technika budowania umożliwiła dalszy rozwój i podniesienie sklepień, co z kolei umożliwiło przeprucie ścian dużymi, wysokimi oknami, wpuszczającymi więcej światła do środka budowli.
Nadejście reformacji oznaczało duże zmiany w katedrze i w jej otoczeniu. W 1524 Hans Tausen, duński zwolennik Lutra, wygłosił w Wielki Piątek kazanie w opactwie w Antvarskov, ogłaszając zasady doktryny swego mistrza. Jego zwierzchnik nakazał uwięzienie go w klasztorze Joannitów w Viborgu na Jutlandii. Tausen nauczał ze swojej celi a zwykły lud przyjmował te nauki z entuzjazmem. Jego przełożony próbował go uciszyć, ale wobec groźby zamieszek zmuszony był uwolnić go. Na początku Tausenowi pozwolono wygłaszać nauki na wolnym powietrzu, ale jego zwolennicy włamali się do kościoła franciszkanów i zajęli go. Wkrótce Tausen miał więcej zwolenników, niż kościół był w stanie pomieścić. W ciągu roku stał się osobistym kapelanem królewskim. Idee Lutra szybko opanowały Århus i wkrótce mieszczanie zażądali prawa do sprawowania liturgii w języku duńskim. Biskup i kapituła katedralna próbowali powstrzymać szerzenie się nauk Lutra na terenie diecezji. Tausen zawładnął jednak na tyle wyobraźnią ludzi, że nie dali się już oni zastraszyć pogróżkami biskupa. Większość szlachty pozostała lojalnie przy katolicyzmie, co jednak powodowało tym większy napływ zwykłych ludzi do nowej wiary. Do 1528 w większości miast duńskich rozpoczął się proces reformowania kościołów. Tausen uważał, iż niszczenie starych kościołów było błędem i opowiadał się za systemowymi zmianami w celu zreformowania kościoła.
W 1533 zmarł król Fryderyk I a parlament duński na posiedzeniu w Viborgu ogłosił królem jego syna Chrystiana III. Jednakże Rada Stanu, mianowana przez katolickich biskupów, odmówiła zatwierdzenia tego wyboru i wezwała hrabiego Christopha von Oldenburg, nalegając aby przywrócił on na tron bratanka zmarłego króla, katolickiego Chrystiana II, zdetronizowanego przezeń w 1523. W efekcie doszło do wojny wyznawców katolicyzmu ze zwolennikami luteranizmu. Pomimo niesprzyjających okoliczności Chrystian III wyszedł zwycięsko z konfliktu i latem 1536 aresztował kilku biskupów, wtrącając ich do więzienia; kiedy został uwięziony ostatni katolicki biskup Århus, Ove Bilde, Dania oficjalnie stała się krajem luterańskim.
W 1642 w wieżę uderzył piorun i wywołał jej pożar, który zniszczył kilka historycznych dzwonów, nie spowodował jednak większych szkód we wnętrzu katedry.
Wieża otrzymała swój obecny kształt dopiero w 1931.

## Wyposażenie

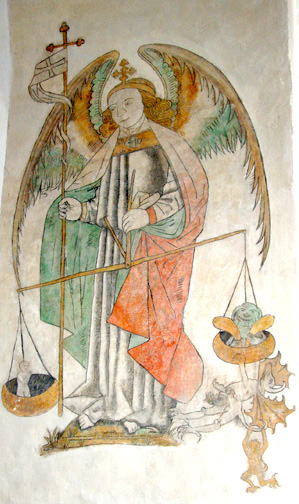
Fresk przedstawiający św. Michała Ważącego Ludzkie Dusze.

### Freski i witraż
Przed reformacją większość ścian katedry pokryta była freskami, z których wiele uległo zniszczeniu. Obecnie znajdujące się malowidła pochodzą z lat 1470 – 1520. Wypełniają one powierzchnię 220 m², co sprawia, że stanowią one największy zbiór fresków na terenie Danii.
W północno-zachodnim narożniku katedry zachowało się jedyne okno z jej romańskiego okresu. Otaczający je fresk datowany jest na ok. 1300. Okno to jest nazywane oknem trędowatych, ponieważ przypuszcza się, iż w średniowieczu służyło ono do podawania pożywienia chorym na trąd, którym nie wolno było wejść do środka.

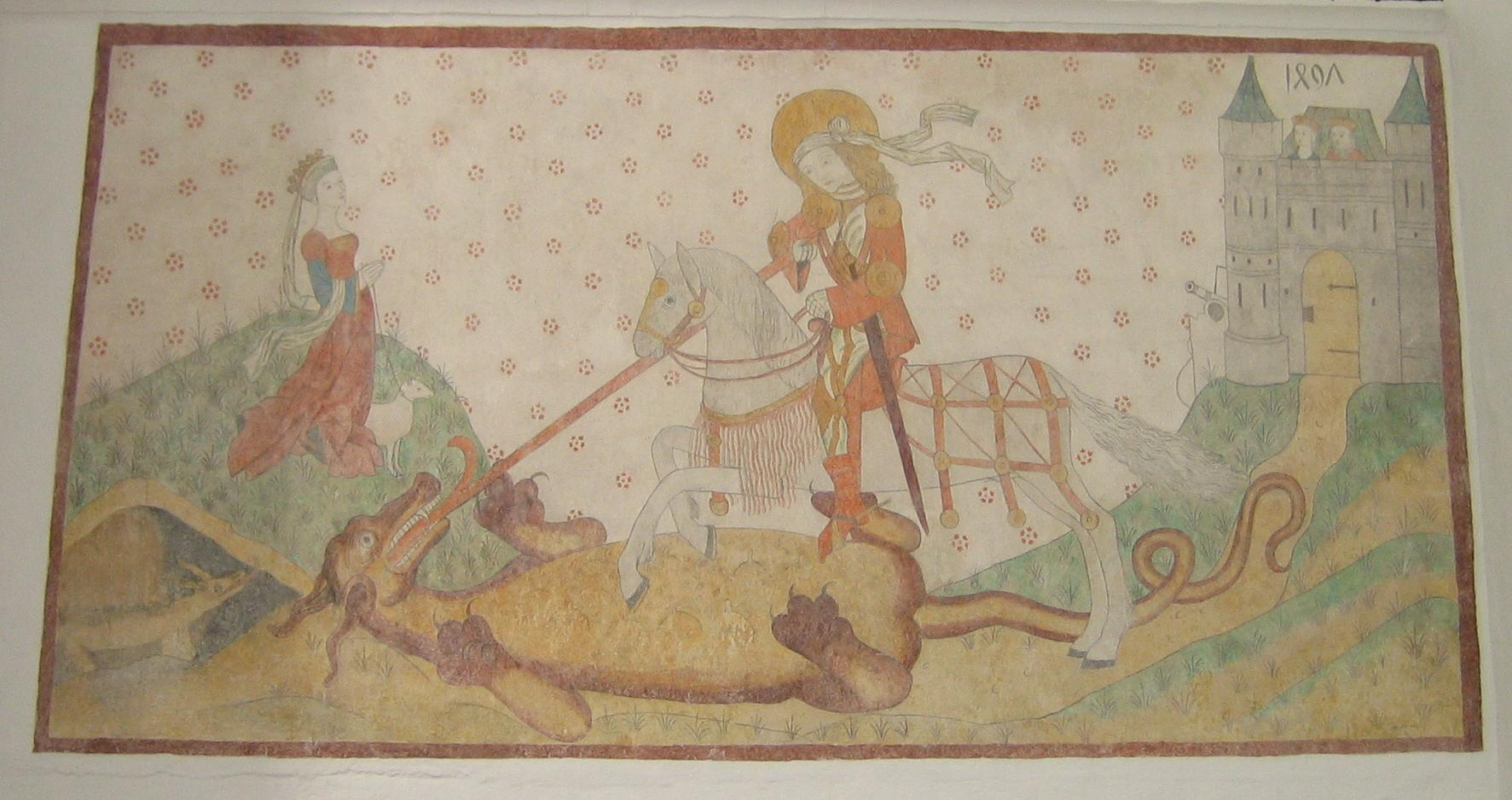
Fresk przedstawiający św. Jerzego ze smokiem.

Freski przedstawiające św. Krzysztofa i św. Klemensa są największymi freskami figuralnymi w Danii. Inne wyróżniające się freski figuralne to: św. Jerzy ze smokiem oraz trzyrzędowe malowidło przedstawiające: Czyściec, Sąd Ostateczny i św. Michała jako Anioła Ważącego Ludzkie Dusze.
W katedrze znajduje się tylko jeden witraż. Powstał on w 1926 i jest dziełem norweskiego artysty Emanuela Vigelanda. Jego temat ikonograficzny został zaczerpnięty z psalmu protestanckiego teologa i pisarza Nikolaia Grundtviga "Da livtræet fæstet i graven rod". Wysokie na 14 m okno jest największym oknem witrażowym w Danii. Kompozycja przedstawia trzy sceny: na dole – złożenie Chrystusa do grobu, pośrodku Ukrzyżowanie i u góry – Chrystus w złocistej glorii. Niezwykła jest scena Ukrzyżowania, w której – z niewiadomych powodów – głowa Chrystusa jest przechylona w lewą stronę, zamiast – jak nakazuje tradycja – w prawą.

### Ołtarz główny

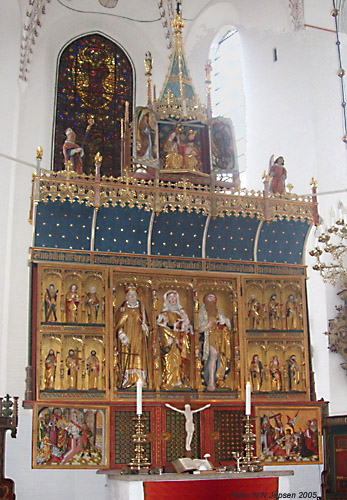
Ołtarz Bernta Notke.

W katedrze znajduje się drogocenne dzieło sztuki, gotycki ołtarz dłuta sławnego lubeckiego rzeźbiarza i malarza Bernta Notke. Ołtarz powstał w II poł. XV w. i został poświęcony w Wielkanoc 1479. Należy on do największych dzieł sztuki ołtarzowej na terenie Danii. Niezwykle jest w nim to, iż składa się z ruchomych części, dzięki czemu można ukazywać wybrane sceny zgodnie z kalendarzem liturgicznym.
Ołtarz reprezentuje typ nastawy ołtarzowej zwany pentaptykiem. Składa się z trzech paneli. Panel liturgiczny ukazuje święta kościelne od Bożego Narodzenia do Środy Popielcowej. Panel pasyjny ukazuje uroczystości od Środy Popielcowej do Wielkanocy. Na Wielkanoc ukazany jest ponownie panel liturgiczny i w takiej formie ołtarz pozostaje aż do Adwentu. Począwszy od pierwszej niedzieli Adwentu aż do wigilii Bożego Narodzenia włącznie prezentowany jest panel adwentowy.

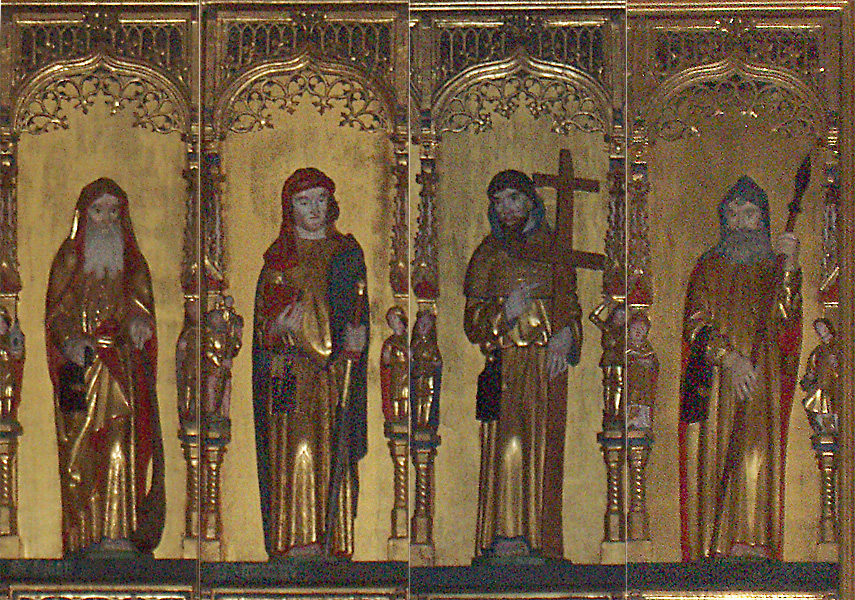
Fragment ołtarza – figury apostołów (św. Juda Tadeusz, św. Mateusza, św. Filipa i św. Tomasza.

W latach 1975–81 ołtarz był poddany konserwacji pod nadzorem wydziału konserwatorskiego Duńskiego Muzeum Narodowego w Brede. W trakcie prac usunięto warstwy starego werniksu a zlot powierzchnie wypolerowano. Dzięki tym zabiegom panel liturgiczny odzyskał swój pierwotny wygląd. Jego elementy składowe są rzeźbione. Wszystkie znajdujące się na nim figury zostały powleczone 23.5-karatowym złotem. Panel środkowy ukazuje patrona miasta i katedry, św. Klemensa a naprzeciwko niego widnieje św. Jan Chrzciciel, patron biskupa Jensa Iversena Lange, fundatora ołtarza. Pośrodku została przedstawiona Maryja i jej matka, św. Anna trzymająca Dzieciątko Jezus. Dwa panele boczne ukazują dwunastu apostołów z ich atrybutami.
Górną część ołtarza wypełnia scena Koronacji Maryi, której towarzysza dwaj archaniołowie: Gabriel – zwiastun dobra i Michał – zwycięzca nad smokiem, symbolizującym zło.
W predelli ukazany jest Chrystus jako Sędzia Sądu Ostatecznego.

### Chrzcielnica

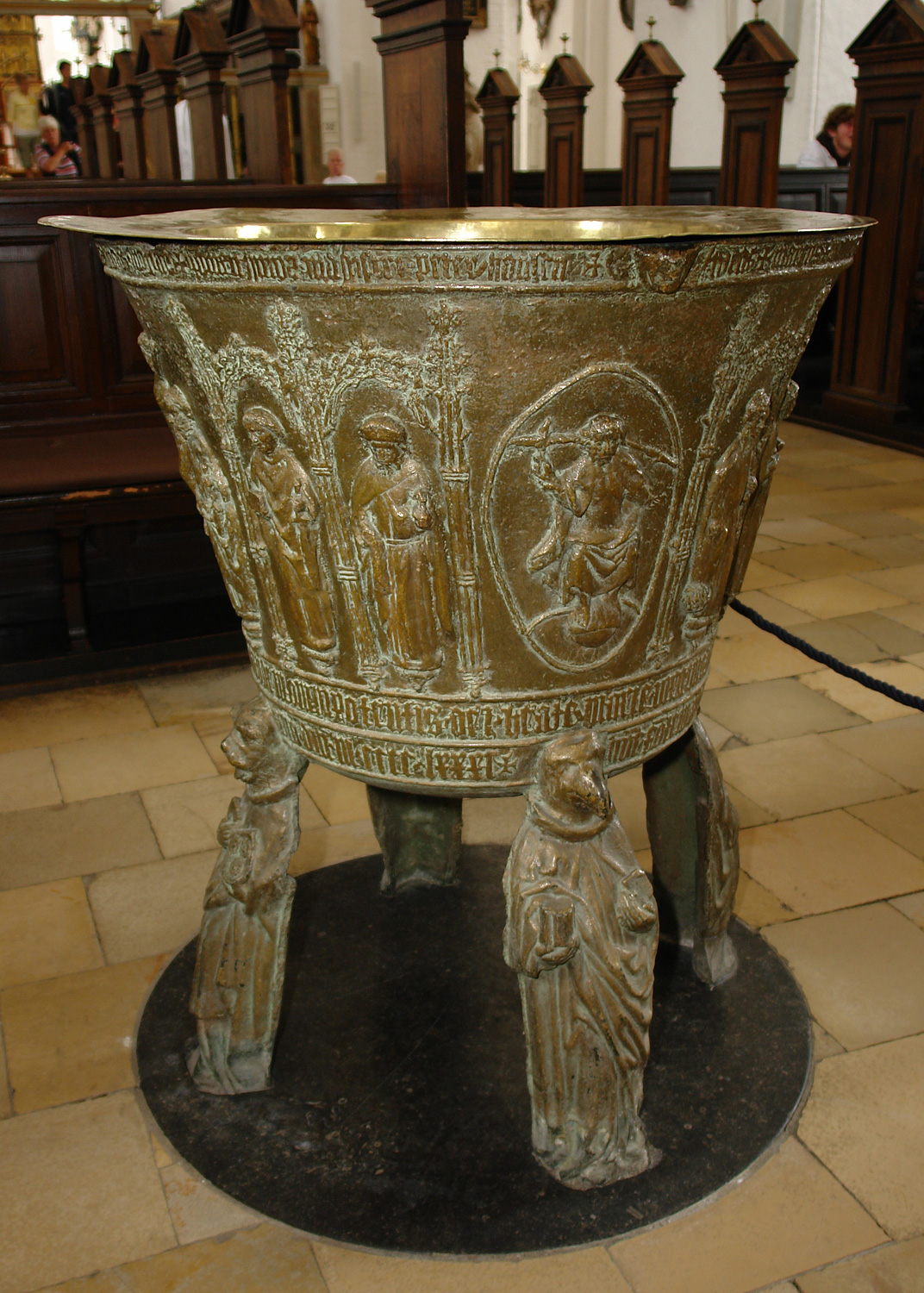
Chrzcielnica.

Chrzcielnica katedralna jest dziełem renomowanego ludwisarza Petera Hansena z Flensburga. Została odlana z miedzi w 1481. Jej fundatorem był, podobnie jak w przypadku głównego ołtarza, biskup Jens Ivarsen Lange. Czasza chrzcielnicy jest osadzona na głowach czterech ewangelistów, którzy zostali przedstawieni w ludzkich postaciach ale zamiast głów ludzkich mają głowy zwierząt będących ich atrybutami: św. Jan – z głową orła, św. Marek – z głową lwa i św. Łukasz z głową wołu.
Na czaszy chrzcielnicy przedstawione zostały w formie reliefów cztery sceny biblijne z życia Jezusa: Chrzest Pański, Ukrzyżowanie, Chrystus jako Sędzia Sądu Ostatecznego i Koronacja Najświętszej Marii Panny. Poszczególne sceny uzupełniają postacie dziewięciu apostołów, z których zidentyfikować można jedynie św. Piotra – z kluczem, św. Jana, św. Jakuba Starszego z insygniami pielgrzymkowymi, św. Tomasza – z węgielnicą i św. Bartłomieja – ze skórą przerzuconą przez ramię.
W ciągu dwóch pierwszych stuleci chrzcielnica była otwarta a chrzest odbywał się poprzez trzykrotne zanurzenie w wodzie chrzczonego dziecka; w późniejszych wiekach dodano brązową pokrywę i srebrne naczynie, służące do polewania główki chrzczonego dziecka wodą.

### Ambona

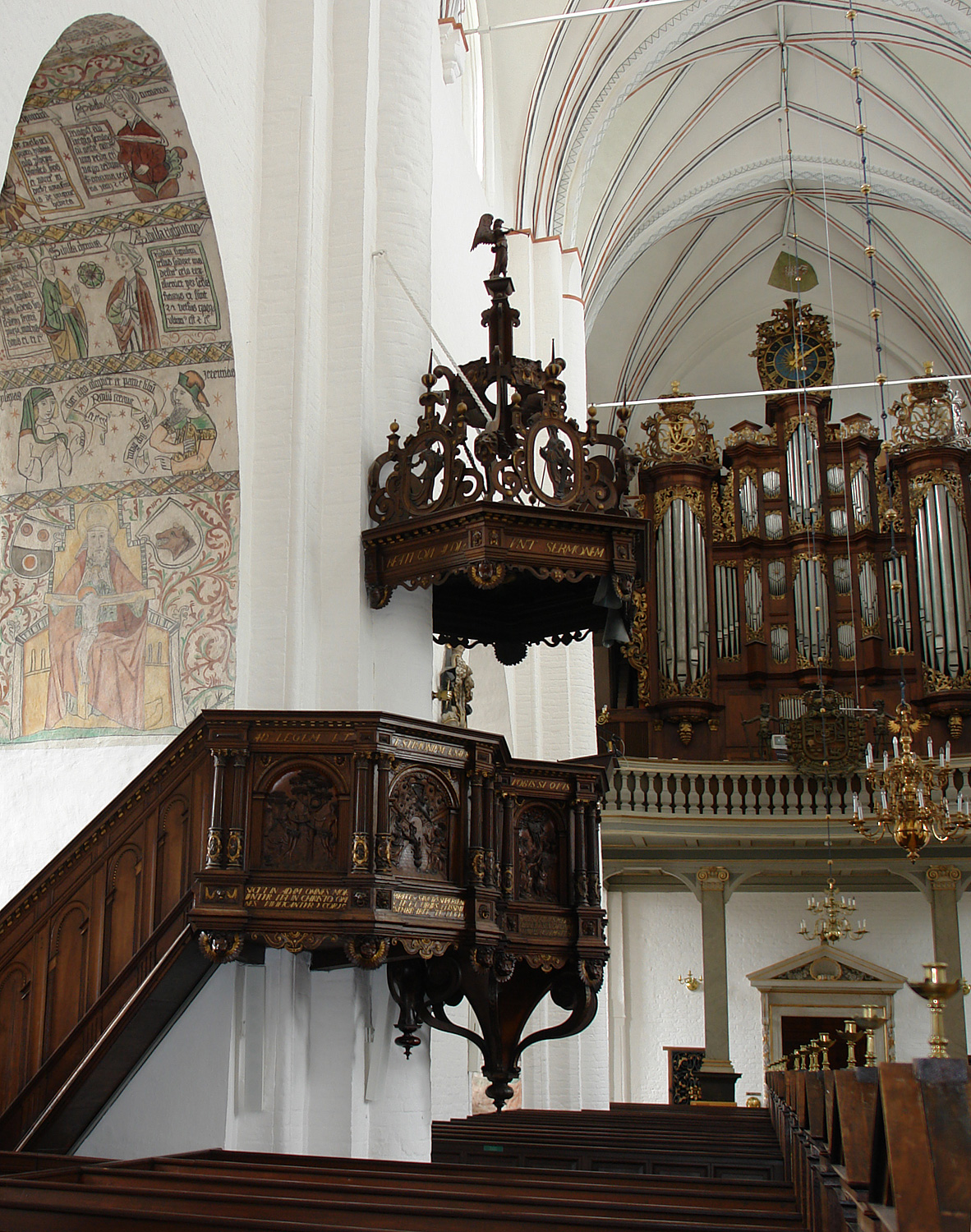
Renesansowa ambona z 1588.

Renesansowa ambona została wyrzeźbiona z dębu przez flamandzkiego snycerza Michaela von Groningena i oddana do użytku w 1588. Jej dekoracje stanowią sceny ze Starego i Nowego Testamentu ujęte w 9 reliefach. Przedstawiają one wydarzenia począwszy od Upadku pierwszych ludzi poprzez Zwiastowanie, Boże Narodzenie, Chrzest Pański, Ostatnią Wieczerzę, Ukrzyżowanie, Zmartwychwstanie, Zesłanie Ducha Świętego aż po Sąd Ostateczny.
Po reformacji język duński stał się językiem obowiązkowym w liturgii a samo kazanie, zgodnie z naukami Lutra, znalazło się w centrum nabożeństwa protestanckiego.
W scenie Ostatniej Wieczerzy apostołowie zostali ukazani jako wyraziste indywidualności. Św. Jan został przedstawiony, zgodnie z tradycja, jako dziecko siedzące na kolanach Jezusa. Zwraca uwagę oryginalne ujęcie postaci Judasza, przedstawionego jako zły typ, łatwo rozpoznawalny dzięki sakiewce trzymanej w ręku, stojący na uboczu ale najbliżej widza.

### Organy
Organy w katedrze zbudował w 1730 niemiecki organmistrz Lambert Daniel Kastens, uczeń jednego z najbardziej renomowanych organmistrzów europejskich, Arpa Schnitgera z Hamburga. Organy te miały 43 głosy podzielone na 3 manuały i pedał. W 1876 miejscowy organmistrz J. A. Demant rozbudował instrument nadając jego głosom brzmienie romantyczne.

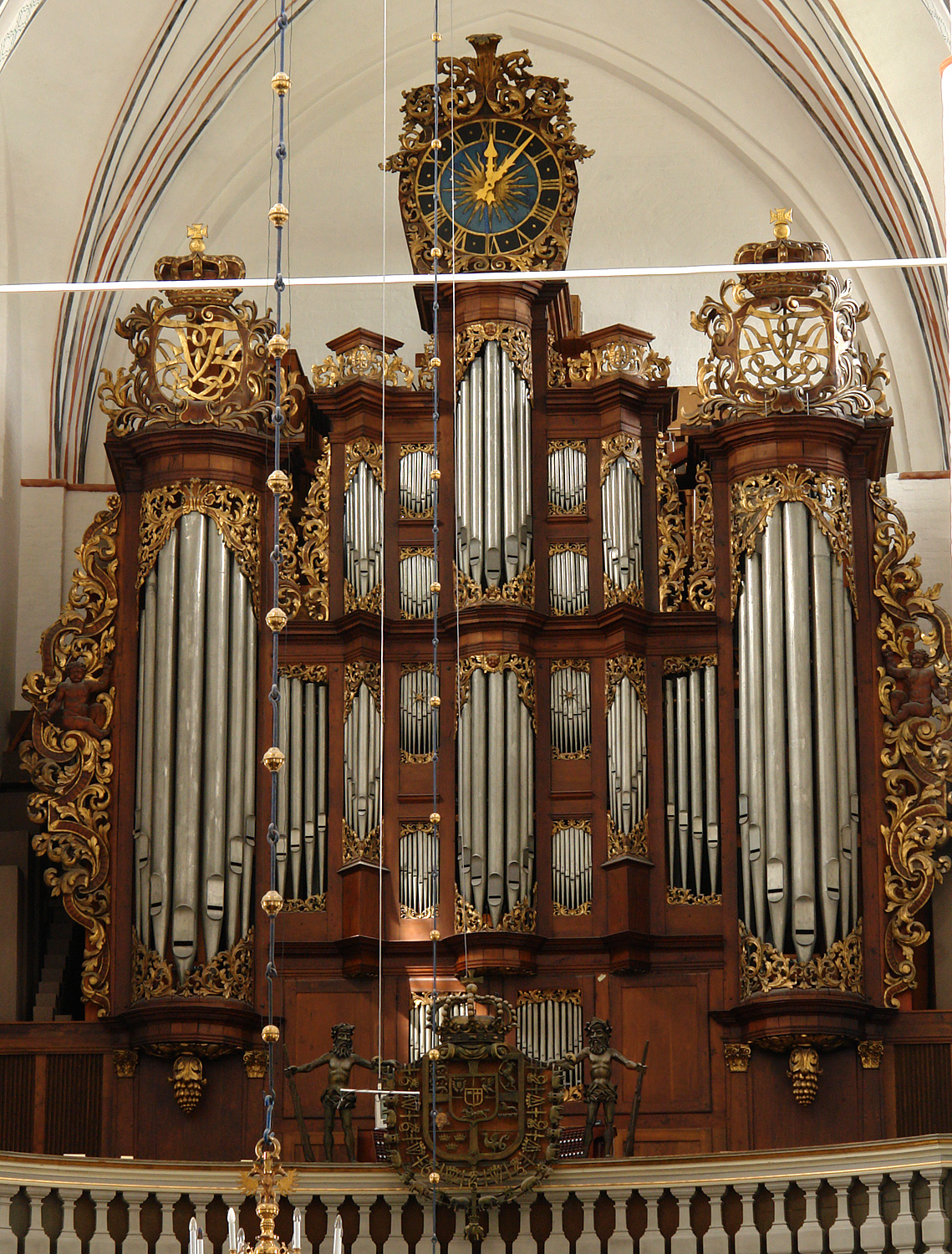
Główne organy katedry.

W latach 1927–1929 Theodor Frobenius przebudował po raz kolejny organy, zwiększając liczbę głosów do 84 i dodając jeden manuał. Zachował przy tym oryginalny prospekt i pewną ilość pierwotnych głosów Kastensa.
W latach 40. XX w. dokonano kolejnych zmian w budowie organów.
W 1958 miała miejsce kolejna, gruntowna restauracja instrumentu, w trakcie której nadano brzmieniu głosów nieco barokowy charakter. Oryginalne francuskie piszczałki Frobeniusa zostały skrócone w celu uzyskania jaśniejszego dźwięku.
Kolejna restauracja przeprowadzona w latach 1981–1983 miała na celu przywrócenie organom ich symfonicznego brzmienia z 1927 ale z zachowaniem klarowności dźwięku uzyskanej w 1958.
W 1993 zainstalowano w organach elektromagnetyczny napęd miechów, żeby zapewnić maksimum precyzji w wydobyciu dźwięku. Wyposażono jednocześnie organy w setzer mający 3 × 256 kombinacji.
Organy mają obecnie 89 głosów podzielonych na 4 manuały i pedał, co sprawia, że są największymi organami w Danii.
Mając na względzie długość katedry i jej akustykę postanowiono w latach 60. XX w. zbudować drugie, mniejsze organy w prezbiterium, przeznaczone do ślubów, mniejszych uroczystości kościelnych i koncertów. Organy te zbudował w 1970 zakład organmistrzowski Bruno Christensen & Sons. Jest to typowy, neobarokowy instrument mający 23 głosy podzielone na 2 manuały i pedał.

### Złote Wrota

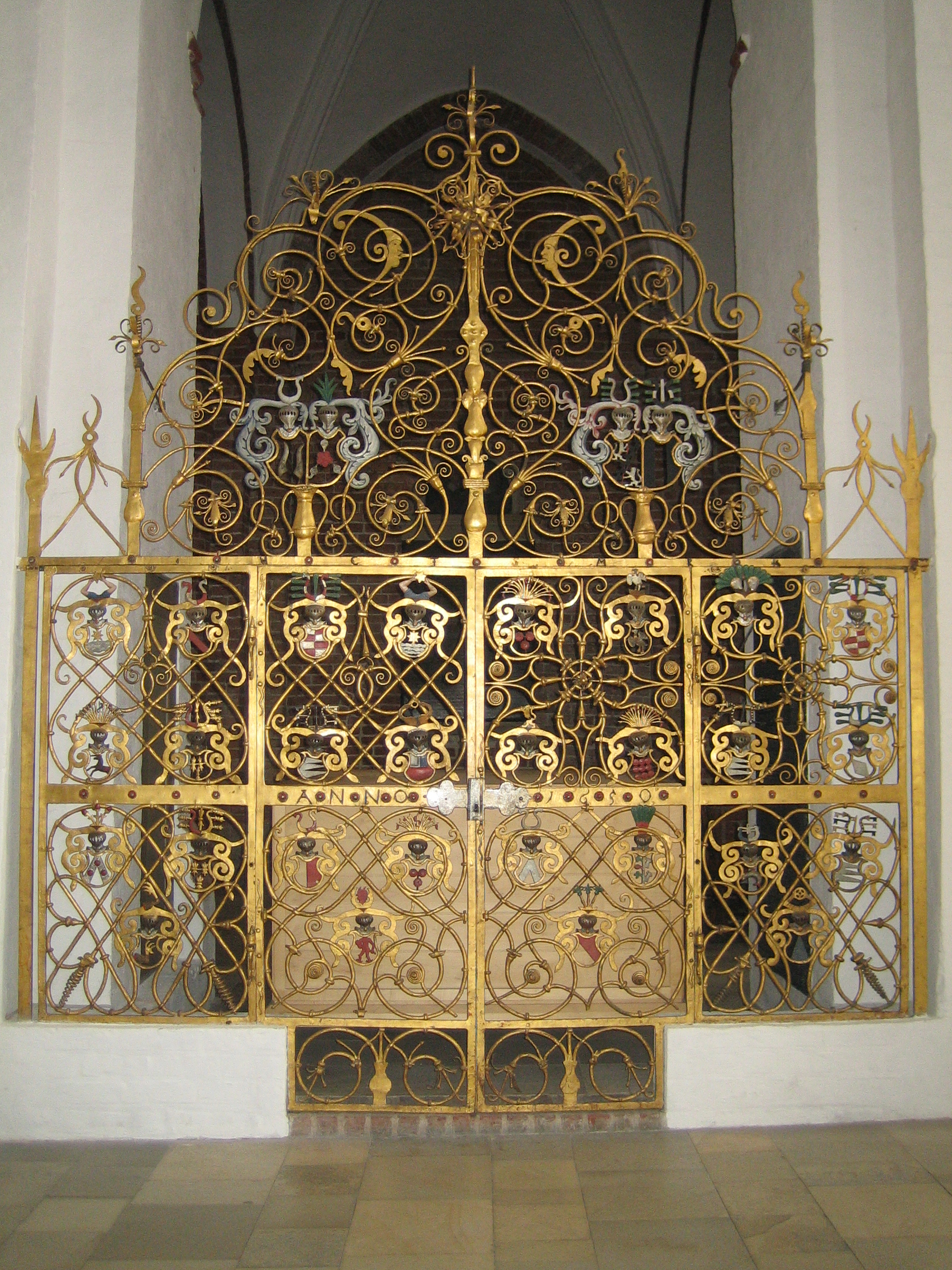
Złote Wrota we wnętrzu katedry.

Mianem Złotych Wrót jest określana jedna z pięciu żelaznych bram oddzielających nawę główną od prezbiterium, przypominająca czasy kiedy w kościele katolickim istniał wyraźny podział na część przeznaczoną dla duchowieństwa – prezbiterium (chór kapłański) i dla świeckich – nawy. Wrota te, podobnie jak pozostałe, są dziełem pochodzącego z Niemiec artysty Caspara Fincke. Składają się one z czterech paneli, zbudowanych z elementów geometrycznych (czworokąty, okręgi) i misternie powyginanych linii. Czworokąt symbolizuje ludzkość zaś okrąg jako figura okrągła i nieskończona, oznacza Niebiosa. Całość jest pozłocona.

### Dzwony
W wieży katedralnej wisi osiem dzwonów. W 1642 piorun ugodził w wieżę i wywołał pożar, w wyniku którego zniszczeniu uległo kilka dzwonów. Najstarszym dzwonem, datowanym na połowę XIII w. jest "Martinus". Dzwon oznaczony inicjałami "pl" został odlany w 1493, dzwon Pera Tidichsøna w 1505, dzwon Caspara Køniga's w 1746, dzwon M. C. Troschella w 1762, para dzwonów L. Andersena w 1893 i dzwon S. Fricha w 1894.

### Okręt wotywny

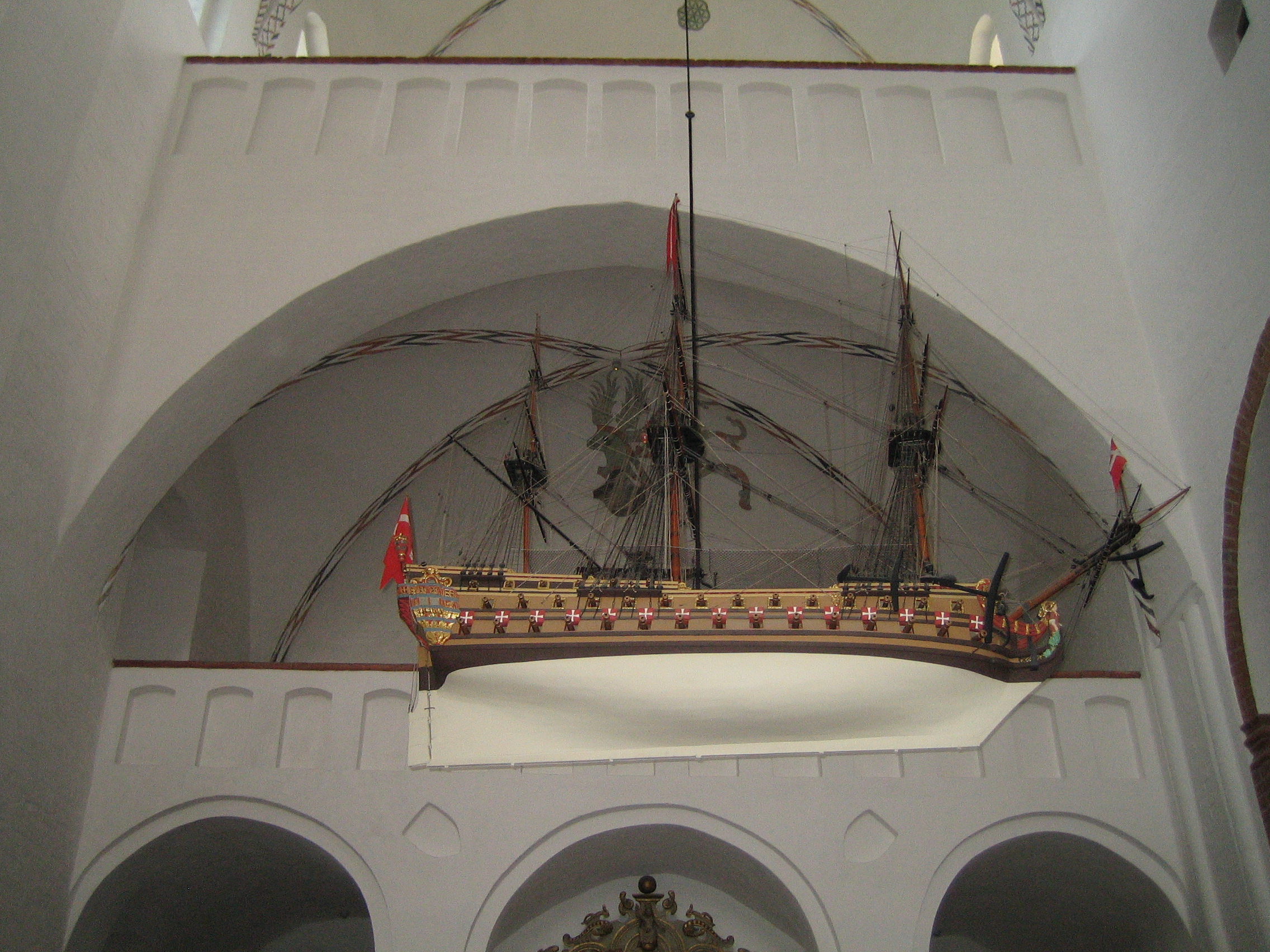
Okręt wotywny poświęcony św. Klemensowi.

W katedrze, podobnie jak i w wielu innych duńskich świątyniach, wisi model okrętu, mający przypominać ofiary, które pochłonęło morze a z drugiej strony – ścisłe związki Danii z morzem.
Wiszący w katedrze model okrętu, datowany na 1720 nosi nazwę Enigheden (pol. Jedność) i prawdopodobnie został zbudowany w Holandii. W holenderskich stoczniach rosyjski car Piotr I Wielki zamówił okręty wojenne; zamiast planów podarowano mu model przyszłego okrętu, który został wysłany drogą morską do Rosji. Wiozący go okręt zatonął podczas sztormu koło Skagen, ocalał jedynie model okrętu, który dryfował przez jakiś czas, aż fale morskie wyrzuciły go na brzeg. Okoliczni mieszkańcy wyłowili go i wystawili na aukcję. Kilku rybaków z Århus kupiło model a następnie podarowało go katedrze jako dar wotywny.
Mający długość 2.65 m i wysokość 3.50 m model okrętu jest największym spośród tego typu okrętów-wotów wiszących w duńskich kościołach; symbolizuje żeglowanie przez życie, od kołyski aż po grób.

### Grobowce i płyty pamiątkowe
W katedrze znajduje się kilka kaplic i grobowców (z okresu renesansu i baroku), a także pewna liczba płyt pamiątkowych. Najcenniejsza z nich jest kaplica rodu Marselisów, dzieło flamandzkiego rzeźbiarza Thomasa Quellinusa; wysoka barokowa płyta kommemoracyjna jest największą tego rodzaju na terenie Danii. Pod posadzką kaplicy znajdują się groby członków rodu.
W katedralnej krypcie przechowywane są szczątki tysięcy osób reprezentujących wszystkie grupy społeczne.

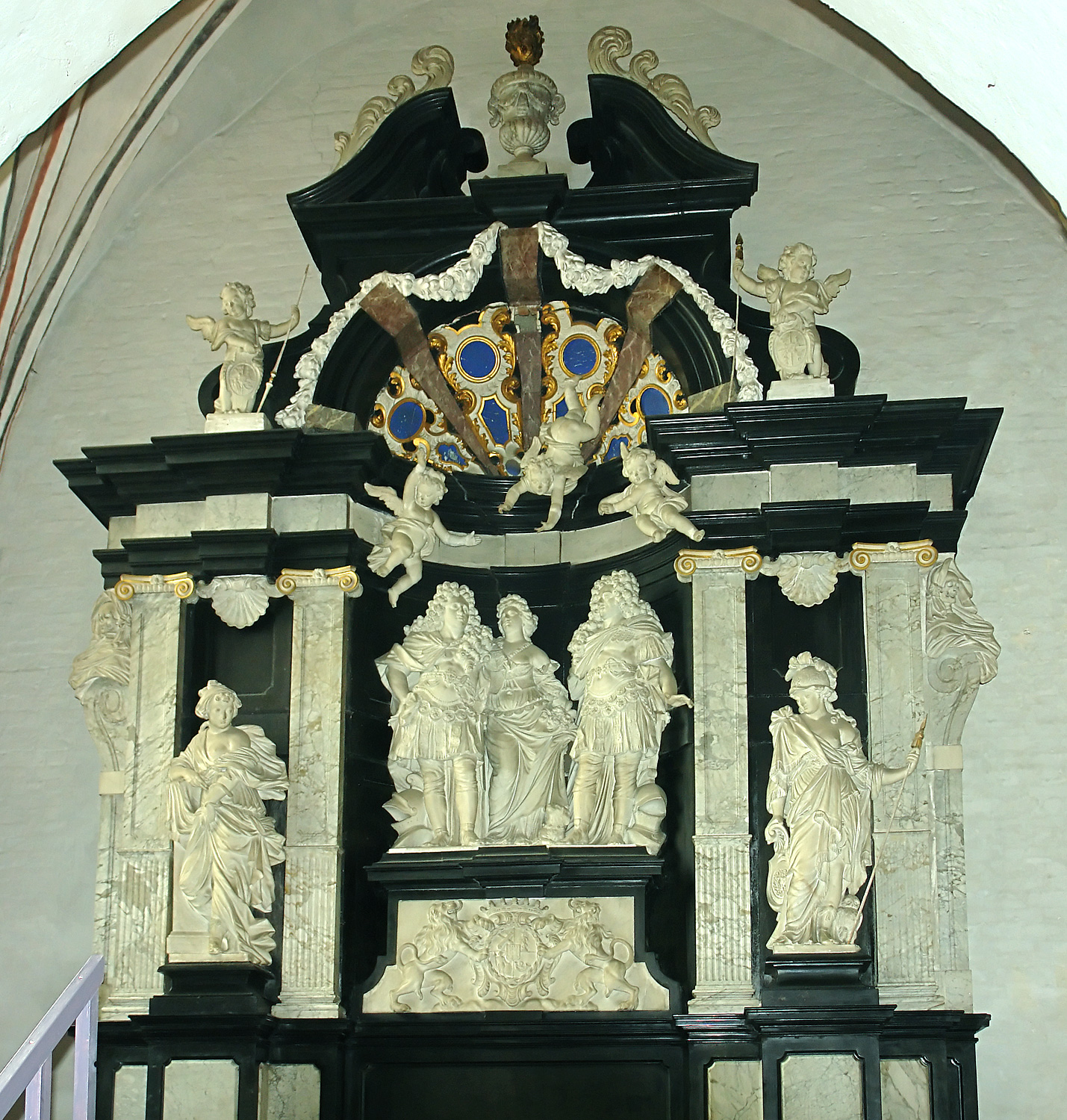
Kaplica Marcelisa – epitafium Thomasa Quellinusa (1661–1709) dla grobowca Constantina Marselisa (1647–1699)
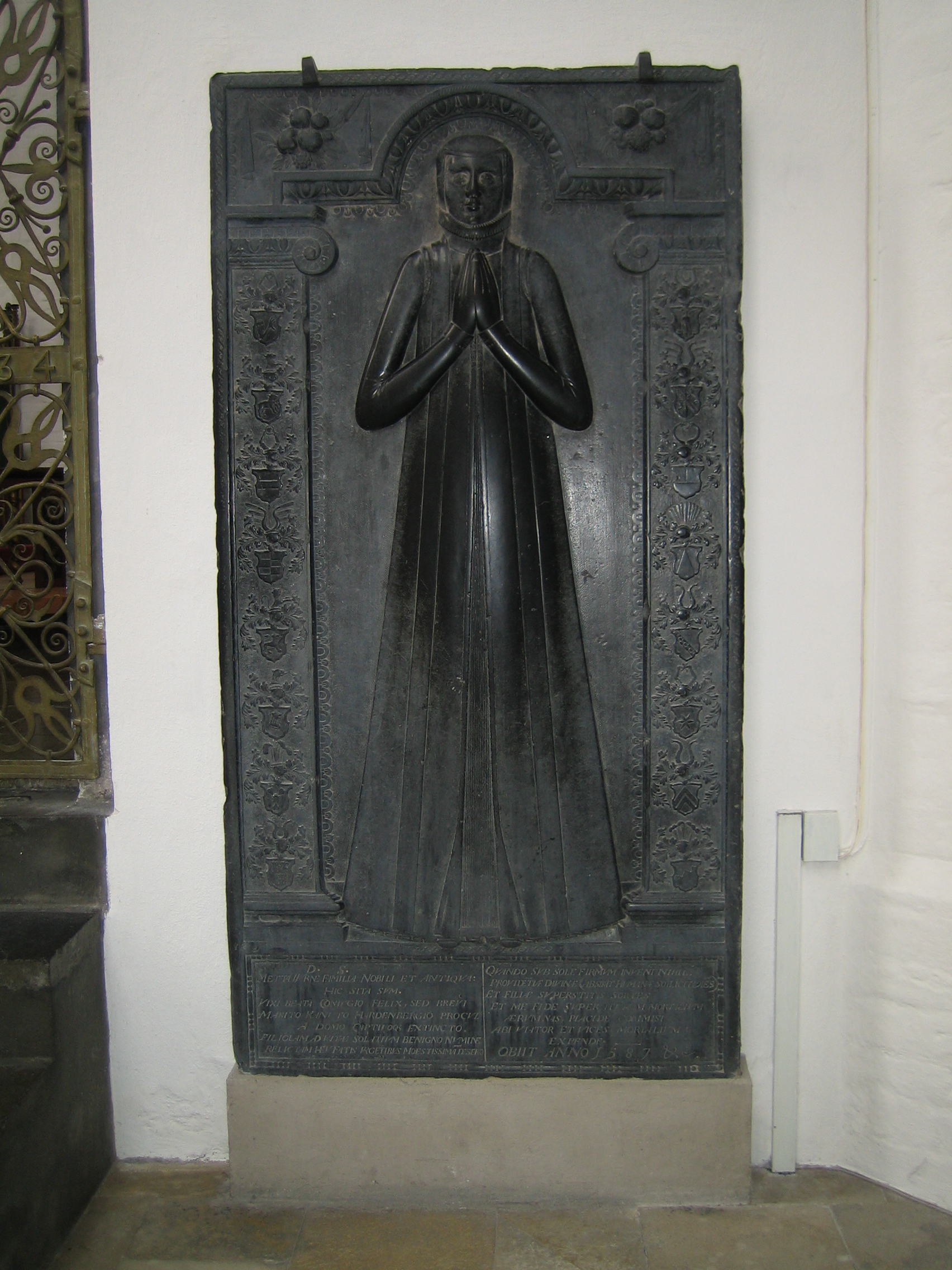
Płyta pamiątkowa z 1587 nad grobem szlachcianki Metty Urne (zm. 1587).
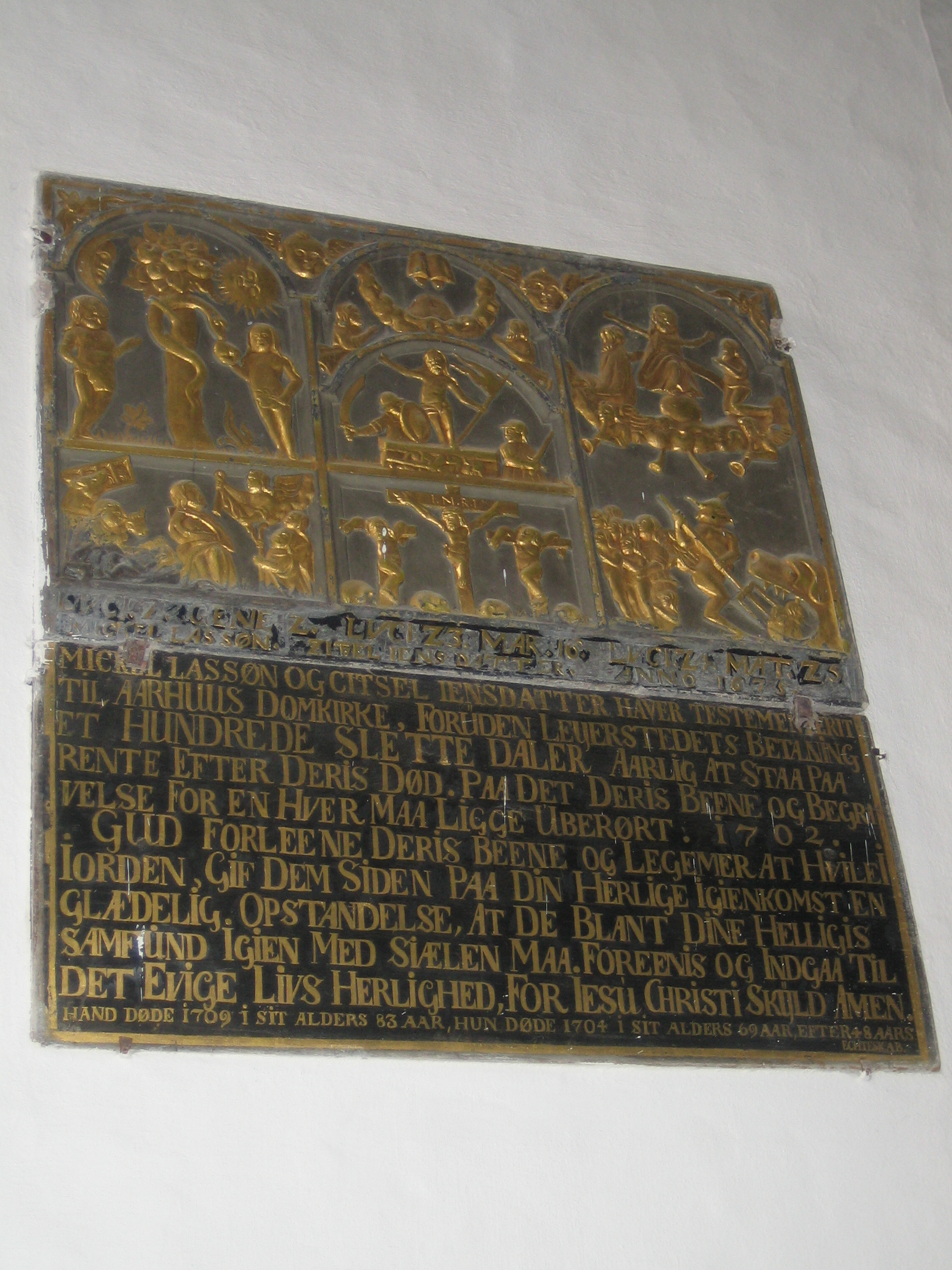
Płyta kommemoracyjna z 1702 upamiętniająca darowiznę pewnej pary na rzecz katedry w wysokości 100 talarów
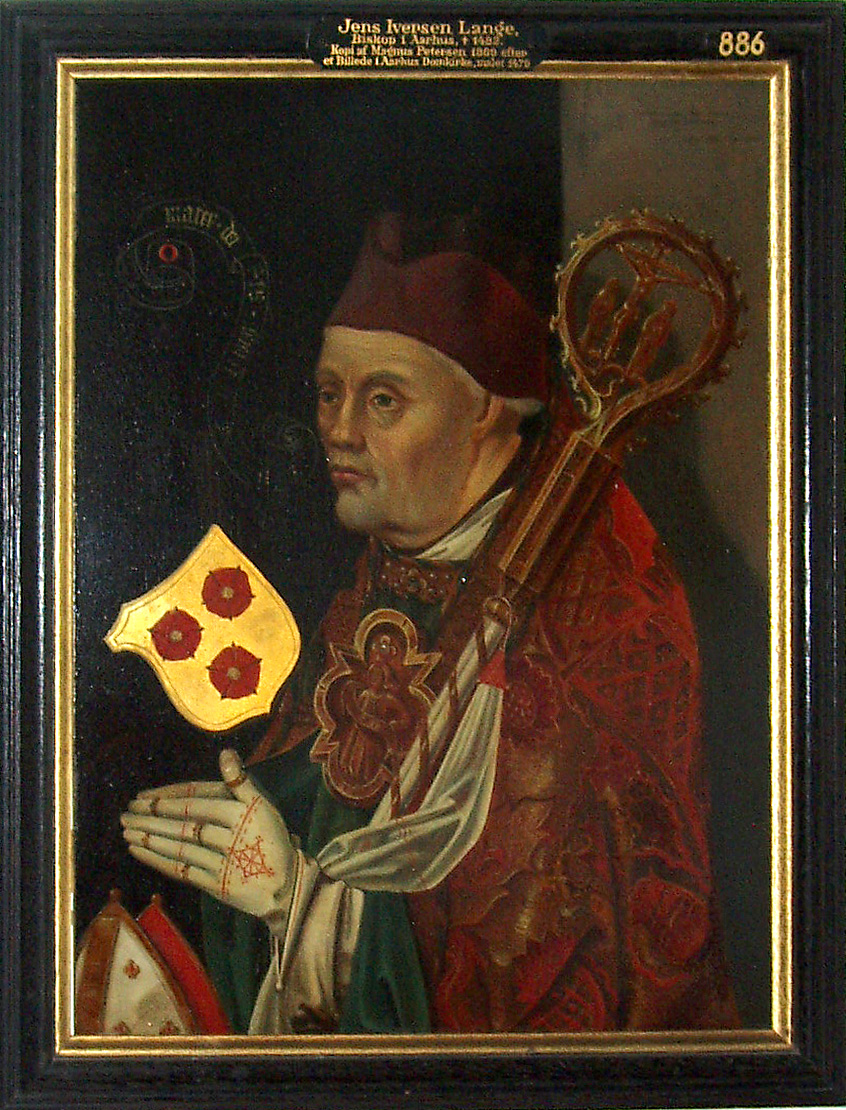
Obraz biskupa Jensa Iversena Lange (zm. 1482), jednego z największych donatorów w historii katedry